# درنوویتسه (ناحیه بلانسکو)
درنوویتسه (به چکی: Drnovice) یک منطقهٔ مسکونی در جمهوری چک است که در ناحیه بلانسکو واقع شده‌است. درنوویتسه ۷٫۹۹ کیلومتر مربع مساحت و ۱٬۱۵۲ نفر جمعیت دارد و ۳۵۱ متر بالاتر از سطح دریا واقع شده‌است.